# Heteropatella umbilicata
Heteropatella umbilicata är en svampart som först beskrevs av Christiaan Hendrik Persoon, och fick sitt nu gällande namn av Pier Andrea Saccardo 1931. Heteropatella umbilicata ingår i släktet Heteropatella och familjen Helotiaceae.   Inga underarter finns listade i Catalogue of Life.